# Xenoturbella monstrosa
Xenoturbella monstrosa ist eine Art der Gattung Xenoturbella, die 2016 gemeinsam mit drei weiteren Arten der Gattung beschrieben wurde. Die Tiere stellen eine sehr basale Gruppe wurmartiger mehrzelliger Tiere dar und werden gemeinsam mit den Acoelomorpha zu den Xenacoelomorpha zusammengefasst.

## Merkmale
Xenoturbella monstrosa entspricht in ihren Merkmalen den anderen bekannten Arten der Gattung, ist jedoch mit einer Körperlänge von bis zu 20 Zentimetern deutlich größer als alle bekannten Arten. Die Tiere sind violett oder blassrosa gefärbt und die Rückenseite ist durch zwei tiefe Furchen entlang der Körperachse geprägt. Zudem wurde eine Ringfurche und eine Seitenfurche entdeckt. Vor der Ringfurche ist der Körper abgerundet, zum Körperende verjüngt er sich. Die Mundöffnung ist im entspannten Zustand oval, sie liegt an der Unterseite etwa in der Mitte zwischen dem Vorderende und der Ringfurche. Das Epidermisnetz nimmt etwa zwei Drittel der Bauchseite ein. Die Körperwand enthält sowohl rücken- wie bauchseitig Gameten.
Im Gewebe wurde bei dem Holotypus neben der DNA der Art auch solche der zu den Vesicomyidae zählenden Muschel Archivesica diagonalis und beim mexikanischen Paratypus solche von Calyptogena pacifica identifiziert.

## Fundorte und Lebensweise
Die Art wurde anhand von drei Exemplaren beschrieben, von denen zwei aus einem Muschelfeld im Monterey-Tiefseegraben vor Kalifornien aus etwa 2890 Metern Tiefe und eines aus der Guaymas-Transformstörung im Golf von Kalifornien, Mexiko, aus 1722 Metern Tiefe stammen. Das mexikanische Exemplar lag nur etwa 30 Zentimeter vom Typus von Xenoturbella churro entfernt. Die Tiere wurden mit Hilfe eines Remotely Operated Vehicle (ROV) vom Meeresboden abgesaugt.
Über die Lebensweise der Tiere liegen keine Angaben vor. Die im Monterey-Tiefseegraben gefundenen Tiere lagen in einer Muschelbank von zahlreichen Individuen von Ectenagena extenta und einigen Archivesica diagonalis. Sie befanden sich in einem Bereich mit A. diagonalis, die ungewöhnlich viel Schleim produzierten und entweder starben oder Larven ausbrachten („spawning“).

## Systematik
Xenoturbella monstrosa wurde 2016 als eigenständige Art gemeinsam mit drei weiteren Arten der Gattung von einer Arbeitsgruppe unter der Leitung von Greg W. Rouse wissenschaftlich beschrieben. Aufgrund der deutlichen Ähnlichkeit zu den bereits beschriebenen Arten der Gattung Xenoturbella wurde sie gemeinsam mit den anderen neuen Arten ebenfalls in diese Gattung eingestellt.
Auf der Basis einer molekularbiologischen DNA-Analyse wurde die Verwandtschaft der bisher bekannten Arten untersucht, demnach bildet X. monstrosa gemeinsam mit X. profunda und X. churro ein gemeinsames Taxon von Tiefseearten, die den Flachwasserarten X. bocki und X. hollandorum gegenüber stehen.
Der Namenszusatz monstrosa leitet sich von der Größe der Tiere ab, die mit einer Körperlänge von bis zu 20 Zentimetern deutlich größer ist als die der anderen bekannten Arten.

## Belege
1. 1 2 3 4 5 6 7  Greg W. Rouse, Nerida G. Wilson, Jose I. Carvajal, Robert C. Vrijenhoek: New deep-sea species of Xenoturbella and the position of Xenacoelomorpha. Nature 530, 4. Februar 2016; S. 94–97 doi:10.1038/nature16545 (Volltextversion).
2. ↑  Johanna Taylor Cannon, Bruno Cossermelli Vellutini, Julian Smith,	Fredrik Ronquist, Ulf Jondelius, Andreas Hejnol: Xenacoelomorpha is the sister group to Nephrozoa. Nature 530, 4. Februar 2016; S. 89–93 doi:10.1038/nature16520